# 10140 Villon
10140 Villon è un asteroide della fascia principale. Scoperto nel 1993, presenta un'orbita caratterizzata da un semiasse maggiore pari a 2,4203661 UA e da un'eccentricità di 0,1316161, inclinata di 2,61805° rispetto all'eclittica.
Villon è stato caratterizzato il 19 settembre 1993 da Eric Elst presso Caussols. Il nome è stato scelto in onore di François Villon, uno dei più importanti scrittori francesi del Medioevo.